# 陳德全
陳德全（1995年8月30日—），出生於中國遼寧省撫順市，是短道速滑運動員。

## 生平
他在2006年接觸這項運動。2012年，他在世界青年錦標賽的男子3000米接力賽得亞軍。翌年，他又在世界杯中的男子5000米接力賽位列第4。2014年，他取得參與冬季奧運會的資格，在男子1500米賽事中，他晉身決賽，並以第5名完成比賽。

## 資料來源
1. ↑  .   [2014-02-13]. （原始内容存档于2014-07-05）.
2. ↑  "中國短道速滑隊捷報頻傳 17歲韓天宇男子1500米摘銀" （页面存档备份，存于） 《文匯報》 2014 2 11